# Laurent Panifous
Laurent Panifous, né le 21 décembre 1976 à Foix, est un homme politique français. 
Il est élu député en 2022. Membre du Parti socialiste ayant refusé le ralliement à la NUPES, il s'inscrit au groupe LIOT.

## Biographie

### Vie professionnelle
Laurent Panifous est directeur d'EHPAD.

### Débuts en politique
Il est maire du Fossat en 2014 et président de la communauté de communes Arize-Lèze.

### Député de l'Ariège
Lors des élections législatives de 2022, il se porte candidat dans la deuxième circonscription de l'Ariège le 19 juin 2022. Dissident du Parti socialiste, il s'oppose à l'accord de la Nouvelle Union populaire écologique et sociale (NUPES), qu'il juge « déséquilibré », et reçoit le soutien de la présidente du Conseil régional d'Occitane Carole Delga, et de l'ancien Premier ministre Bernard Cazeneuve. Il est suspendu du PS du fait de sa candidature dissidente.
Il bénéficie pendant l'entre-deux-tours de l'appel au vote en sa faveur de la majorité présidentielle (Ensemble et UDI) face à Michel Larive, député sortant La France insoumise et candidat de la NUPES.
Il l'emporte au second tour contre Michel Larive, avec 56,71 % des voix. Dès lors, il annonce vouloir offrir une « opposition responsable » à Emmanuel Macron.
Il ne rejoint pas le groupe socialiste à l'Assemblée, persistant à refuser un ralliement à la NUPES. Il siège dans un premier temps parmi les non-inscrits, soutenu par la présidente socialiste du Conseil départemental de l'Ariège Christine Téqui, et envisage la création d'un groupe de gauche distinct du groupe socialiste.
Finalement, il rallie en septembre 2022 le groupe LIOT aux côtés de quatre autres élus dissidents du PS ou DVG, David Taupiac, Benjamin Saint-Huile et Jean-Louis Bricout,. Il est cosignataire de la motion de censure visant le gouvernement Élisabeth Borne en mars 2023.
Lors des élections législatives de 2024, il refuse toute alliance avec LFI dans le Nouveau Front populaire et se présente donc investi par le Parti socialiste mais hors du Nouveau Front populaire.
Réélu, il rejoint le groupe centriste LIOT à l'Assemblée nationale plutôt que le groupe socialiste.